# بوسي (تشيشير)
بوسي (بالإنجليزية: Bewsey)‏ هي قرية تقع في المملكة المتحدة في إنجلترا. يقدر عدد سكانها بـ 3,330 نسمة .